# Grand Bois
Ne doit pas être confondu avec Grands Bois.
Dans le vaudou haïtien, Grand Bois (aussi appelé Grans Bwa, Bran Bwa, Ganga-Bois) est un lwa élémentaire, orienté vers la nature, étroitement associé aux arbres, plantes et herbes. 
On lui présente des offrandes de feuilles et d'herbes, du miel et du rhum épicé. En tant que lwa Petro et lwa des lieux sauvages, il peut être féroce et imprévisible dans certains de ses aspects.
Grand Bois est représenté par saint Sébastien, son doublet catholique, et ses couleurs sont en général les nuances de vert, parfois le rouge dans certaines maisons. Ce lwa donne son pouvoir à Erzulie qui s'unit à Damballa chaque lundi selon les rites anciens en Haïti. La célébration nuptiale se renouvelle à chaque lune. La grande célébration a lieu dans la nuit du 8 janvier date de la naissance du génie Oufo sur terre.